# Dobříč (district de Prague-Ouest)
Pour les articles homonymes, voir Dobříč.
Dobříč (en allemand : Welisch) est une commune du district de Prague-Ouest, dans la région de Bohême-Centrale, en République tchèque. Sa population s'élevait à 372 habitants en 2020.

## Géographie
Dobříč se trouve à 14 km à l'est-nord-est de Beroun et à 15 km à l'ouest-sud-ouest de Prague.
La commune est limitée par Jinočany au nord, par Zbuzany à l'est, par Chýnice au sud, et par Tachlovice et Nučice à l'ouest.

## Histoire
La première mention écrite de la localité date de 1205.